# Fredrik Emvall
Karl Arne Fredrik Emvall, född 28 juni 1976 i Växjö och är uppvuxen i Väckelsång söder om Växjö, är en svensk före detta ishockeyspelare och numera klubbdirektör i Linköping HC. Efter att ha gjort seniordebut med moderklubben Tingsryds AIF i Division II säsongen 1992/93, tillbringade Emvall ytterligare sex säsonger med klubben i Division I. Inför säsongen 1999/00 lämnade han Tingsryd för spel med Linköping HC. Emvall tillbringade resten av sin spelarkarriär med Linköping. Under 11 säsonger spelade han över 600 matcher för Linköping och noterades för över 180 poäng.
Under två säsonger i följd tog Emvall SM-silver med Linköping. Säsongen 2007/08 var han klubbens lagkapten. Med 497 matcher är Emvall den spelare som spelat flest grundseriematcher för Linköping i Sveriges högsta serie. Vid 29 års ålder gjorde han i november 2005 debut i Tre Kronor. Han representerade Sverige vid två VM och vann ett guld 2006 i Lettland.
Den 6 maj 2010 meddelade Emvall att han avslutat sin karriär som ishockeyspelare. I oktober 2014 blev han den fjärde spelaren i Linköping HC:s historia att få sin tröja upphissad i hemmaarenan. Sedan 2015 är Emvall general manager i Linköping HC.

## Karriär

### Klubblag
Emvall påbörjade sin ishockeykarriär med moderklubben Tingsryds AIF. Han gjorde debut med laget i seniorsammanhang under säsongen 1992/93 då klubben spelade i Division II. På sju matcher stod Emvall för tre poäng, varav ett mål. Laget avancerade till Division I och Emvall sedan ordinarie i truppen. Han stannade i laget fram till och med säsongen 1998/99. Laget spelade fortsatt i division 1 och Emvall gjorde sin poängmässigt främsta säsong i klubben. Han blev tvåa i lagets interna poängliga, bakom Larry Pilut, och noterades för 42 poäng på 38 matcher. Han vann lagets skytteliga med 26 gjorda mål.
Inför säsongen 1999/00 lämnade Emvall Tingsryd för spel i Elitserien med nykomlingen Linköping HC. Han spelade sin första match i Elitserien den 15 september 1999 då Linköping föll med 0–3 mot Brynäs IF. 30 september samma månad gjorde han sitt första Elitseriemål i en 8–3-förlust mot Leksands IF. Linköping slutade sist i serien och misslyckades sedan i Kvalserien, varför man degraderades till Hockeyallsvenskan. På 48 Elitseriematcher stod Emvall för 13 poäng (5 mål, 8 assist). Den 2 maj 2000 meddelade Linköping att Emvall förlängt sitt avtal med klubben med ytterligare tre år. Säsongen därpå vann Linköping Allsvenskan Södra i överlägsen stil, 13 poäng före tvåan. Man kvalificerade sig därmed till Superallsvenskan, där man slutade tvåa, bakom Södertälje SK och därmed var klubben klart för spel i Kvalserien till Elitserien i ishockey 2001. I grundserien noterades Emvall för 17 poäng på 41 matcher (åtta mål, nio assist). I kvalserien säkrade Linköping avancemang till Elitserien i den sista omgången genom en 2–3-seger mot Södertälje SK.
Första säsongen sedan återkomsten till Elitserien stod Emvall för fem poäng på 50 matcher. Linköping slutade på tionde plats i serien och klarade alltså nytt Elitseriekontrakt. Säsongen 2002/03 blev Linköping åter sist i Elitserien och blev tvingade till kvalspel för att hålla sig kvar i serien. Emvall tangerade sitt poängrekord i Elitserien från säsongen 1999/00 då han gjorde 13 poäng på 49 matcher. Linköping vann Kvalserien och var därmed klara för spel i Elitserien säsongen 2003/04. I april 2003 förlängde Emvall sitt avtal, då han skrivit ett nytt treårsavtal med klubben. Säsongen 2003/04 blev Emvall utsedd till en av Linköpings assisterande lagkaptener, en titel han behöll i fyra säsonger. Han noterades sedan för sin poängmässigt bästa grundserie i Elitserien då han gjorde 22 poäng på 48 matcher (elva mål och lika många assistpoäng). Laget gjorde sin bästa säsong någonsin och blev fyra i grundserien och var därmed klara för sitt första SM-slutspel någonsin. Linköping slogs ut av Timrå IK i kvartsfinal med 4–1 i matcher. Emvall stod för två mål, varav det ena var det avgörande 2–1-målet i förlängningsspel då Linköping tog sin första seger i slutspelssammanhang.
Säsongen 2004/05 slutade Linköping tvåa i grundserie. Emvall missade ett antal matcher, bland annat på grund av en ryggskada, och noterades för 8 poäng 35 matcher. I slutspelet slogs laget åter ut i kvartsfinal, denna gång mot Södertälje SK med 4–2 i matcher. 2005/06 gjorde Emvall sin sjunde säsong med Linköping. Laget lyckades denna säsong ta sig vidare från kvartsfinalen då man slog ut Luleå HF med 4–2 i matcher. I semifinalserien besegrades man av Frölunda HC, sedan man tappat en 3–1-ledning till 3–4. Den 17 september 2006 meddelades det att Emvall förlängt avtalet med Linköping med ytterligare två säsonger. Säsongen 2006/07 tangerade Emvall sin poängbästa säsong i Elitserien med 22 poäng på 55 grundseriematcher, fördelat på 12 mål och 10 assisteringar. Efter att ha slagit ut Luleå HF (4–0) och Färjestad BK (4–1) i kvarts-, respektive semifinal, var Linköping klara för sin första SM-finalserie någonsin. Laget tog en 2–1-ledning i matchserien mot Modo, men förlorade sedan tre matcher i följd och tilldelades således ett SM-silver.
Inför säsongen 2007/08 meddelades det att Emvall valts till ny lagkapten i Linköping. Även denna säsong tog sig Linköping till SM-final, efter att man slagit ut Djurgårdens IF (4–1) och Färjestad BK (4–1). Likt föregående säsong föll man i finalserien med 4–2 i matcher – denna gång mot HV71 – Emvall tog därmed sitt andra SM-silver i följd. Han spelade sedan ytterligare två säsonger i Linköping och efter totalt elva säsonger i klubben meddelades det den 12 april 2010 att man inte valt att förlänga avtalet med Emvall. Månaden därpå, den 7 maj, meddelade Emvall att han valt att avsluta karriären som ishockeyspelare på grund av en knäskada.

### Landslag
Emvall gjorde debut i det svenska landslaget under Karjala Tournament 2005. Han spelade sin första match den 10 november 2005 då Sverige besegrade Tjeckien med 6–3. I den sista matchen, som spelades den 13 november mot Finland, gjorde Emvall sitt första landslagsmål, på Fredrik Norrena, då Sverige besegrades med 2–1.
2006 blev Emvall uttagen att spela sitt första VM, i Lettland. Emvall var första inte tänkt att spela turneringen, men kom med som reserv då både Mikael Renberg och Jimmie Ölvestad tvingats tacka nej. I Sveriges inledande match stod Emvall för lagets två första mål då man besegrade Ukraina med 4–2. Sverige gick obesegrat genom första gruppspelsrundan och tog sig sedan vidare till slutspel. Väl där slog man ut USA i kvartsfinal (6–0) och Kanada i semifinal (5–4). I finalen ställdes man mot Tjeckien och Emvall gjorde att av målen i matchen som slutade med en 4–0-seger. Emvall stod för tre mål och två assistpoäng på nio spelade matcher. Emvall gjorde sitt andra och sista världsmästerskap året därpå i Ryssland. Efter att ha tagit sig förbi båda gruppspelsrundorna slog Sverige ut Slovakien i kvartsfinal med 7–4. Laget föll sedan, både i semifinal och den efterföljande bronsmatchen, mot Kanada (1–4) och Ryssland (1–3). På nio matcher noterades Emvall för ett mål och två assistpoäng.
Emvall spelade sin sista landskamp den 9 november 2008, mot Finland, under Karjala Tournament. Totalt gjorde han 43 landskamper och noterades för 20 poäng, varav 7 mål.

## Statistik

### Klubbkarriär
| 1992–93           | Tingsryds AIF     | Div. II           | 7   | 1  | 2  | 3   | 0   | —  | —  | —  | —  | —  |
| 1993–94           | Tingsryds AIF     | Div. I            | 24  | 4  | 2  | 6   | 4   | —  | —  | —  | —  | —  |
| 1994–95           | Tingsryds AIF     | Div. 1            | 25  | 4  | 0  | 4   | 8   | —  | —  | —  | —  | —  |
| 1995–96           | Tingsryds AIF     | Div. 1            | 36  | 2  | 7  | 9   | 16  | —  | —  | —  | —  | —  |
| 1996–97           | Tingsryds AIF     | Div. 1            | 32  | 3  | 6  | 9   | 10  | —  | —  | —  | —  | —  |
| 1997–98           | Tingsryds AIF     | Div. 1            | 32  | 3  | 3  | 6   | 34  | —  | —  | —  | —  | —  |
| 1998–99           | Tingsryds AIF     | Div. 1            | 38  | 26 | 16 | 42  | 16  | —  | —  | —  | —  | —  |
| 1999–00           | Linköping HC      | Elitserien        | 48  | 5  | 8  | 13  | 44  | 10 | 3  | 1  | 4  | 2  |
| 2000–01           | Linköping HC      | Allsvenskan       | 41  | 8  | 9  | 17  | 24  | 10 | 1  | 2  | 3  | 16 |
| 2001–02           | Linköping HC      | Elitserien        | 50  | 2  | 3  | 5   | 46  | —  | —  | —  | —  | —  |
| 2002–03           | Linköping HC      | Elitserien        | 49  | 8  | 5  | 13  | 28  | 10 | 2  | 5  | 7  | 27 |
| 2003–04           | Linköping HC      | Elitserien        | 48  | 11 | 11 | 22  | 55  | 5  | 2  | 0  | 2  | 4  |
| 2004–05           | Linköping HC      | Elitserien        | 35  | 5  | 3  | 8   | 10  | 6  | 0  | 0  | 0  | 2  |
| 2005–06           | Linköping HC      | Elitserien        | 48  | 9  | 9  | 18  | 44  | 13 | 2  | 5  | 7  | 20 |
| 2006–07           | Linköping HC      | Elitserien        | 55  | 12 | 10 | 22  | 52  | 15 | 3  | 4  | 7  | 6  |
| 2007–08           | Linköping HC      | Elitserien        | 55  | 6  | 4  | 10  | 26  | 16 | 3  | 0  | 3  | 10 |
| 2008–09           | Linköping HC      | Elitserien        | 54  | 5  | 11 | 16  | 40  | 7  | 0  | 1  | 1  | 6  |
| 2009–10           | Linköping HC      | Elitserien        | 55  | 3  | 4  | 7   | 14  | 12 | 1  | 0  | 1  | 8  |
| Elitserien totalt | Elitserien totalt | Elitserien totalt | 497 | 66 | 68 | 134 | 359 | 94 | 16 | 16 | 32 | 85 |
| Division 1 totalt | Division 1 totalt | Division 1 totalt | 187 | 42 | 34 | 76  | 88  | —  | —  | —  | —  | —  |

### Internationellt
| År     | Lag     | Turnering | Matcher | Mål | Assist | Poäng | Utv. |
| ------ | ------- | --------- | ------- | --- | ------ | ----- | ---- |
| 2006   | Sverige | VM        | 9       | 3   | 2      | 5     | 4    |
| 2007   | Sverige | VM        | 9       | 1   | 2      | 3     | 2    |
| Totalt | Totalt  | Totalt    | 18      | 4   | 4      | 8     | 6    |